# Minnie Mills
Minnie Mills (* 21. Januar 2002 in London) ist eine britisch-amerikanische Schauspielerin.

## Leben und Karriere
Mills wurde in London als Tochter eines kanadischen Vaters und einer südkoreanischen Mutter geboren. Im Alter von vier Jahren zog sie mit ihrer Familie nach New York City. Ihre Karriere begann sie als Kindermodel und absolvierte eine Schauspielausbildung an der Atlantic Theater Company sowie an der American Academy of Dramatic Arts. Anschließend studierte sie Neurowissenschaften an der Columbia University in New York City.
Mills ihr Schauspieldebüt 2022 in der Amazon-Prime-Serie Der Sommer, als ich schön wurde, in der sie die Rolle der Shayla spielte. 2023 war sie in der in der Netflix-Serie Völlig zerstört zu sehen.

## Filmografie
- seit 2022: Der Sommer, als ich schön wurde (The Summer I Turned Pretty, Fernsehserie)
- 2023: Völlig zerstört (Obliterated, Fernsehserie)